# Bombus insularis
Bombus insularis là một loài Hymenoptera trong họ Apidae. Loài này được Smith mô tả khoa học năm 1861.

## Hình ảnh

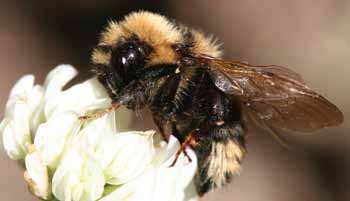